# San Vicente (El Salvador)
San Vicente is een stad en gemeente in El Salvador. Het is de hoofdplaats van het gelijknamige departement.
San Vicente telt 61.000 inwoners.
Ten noorden van de stad ligt het vulkaanveld Apastepeque.